# Antonio Litta Visconti Arese
Antonio Litta, duc de Litta et marquis de Gambolo, né à Milan le 2 mai 1748 et mort dans la même ville le 24 août 1820, est aristocrate et homme politique italien.

## Biographie
Antonio Litta est né le 2 mai 1748 au palais Litta à Milan sous le nom d'Antonio Giulio Francesco Litta Visconti Arese. Il appartient à l'une des plus grandes familles de la ville, les Litta. Son père, Pompeo Litta, est un puissant seigneur et haut fonctionnaire au service des Habsbourg-Lorraine. Par sa mère, Maria Elisabetta Visconti, il descend de la prestigieuse famille Visconti. Il est l'aîné d'une fratrie de onze : il a cinq sœurs et frères dont l'un devient cardinal et le cadet vice-amiral au service de la Russie. Il épouse le 8 janvier 1775 à Milan Barbara di Barbiano di Belgiojoso, fille d'Alberico di Barbiano di Belgiojoso, prince du Saint-Empire et d'Anna Ricciarda d'Este.
Il fait partie des nobles italiens qui se prononcent en faveur de la Révolution française. Il succède aux titres de son père à la mort de ce dernier le 16 mars 1797, devenant ainsi le septième marquis de Gambolo. Il contribue à la formation de la République cisalpine, mais est exilé en 1799 par le jeune gouvernement consulaire qui apprend qu'il se qualifie ouvertement de marquis. Il décide alors de se retirer à Nice.
Il rentre en grâce lorsque l'Empire est proclamé. Il devient rapidement conseiller d'Etat et sa femme est nommée dame du palais de l'impératrice. En 1805, Napoléon le fait grand-chambellan d'Italie, dignitaire dans l'ordre de la Couronne de fer et grand-officier de la Légion d'honneur. L'empereur le nomme sénateur et à cette occasion le créé comte du Royaume par lettres patentes du 12 avril 1809. Satisfait, Napoléon l'élève à la dignité de duc par décret du 28 février 1810 ; il reçoit les lettres patentes qui officialisent son titre de duc de Litta le 5 janvier 1812. Il est également membre du collège électoral de l'Olona et administrateur de l'Ospedale Maggiore de Milan.
Après la chute de Napoléon, sa charge de grand-chambellan lui est confirmée par l'empereur d'Autriche. Il meurt le 24 août 1820 à Milan à l'âge de 72 ans.

## Personnalité
Grave et peu communicant, Litta a un caractère noble. En apprenant que son frère le cardinal Litta a été exilé à Nîmes, pour s'être abstenu de paraître, avec d'autres cardinaux, à la cérémonie du mariage de Napoléon et l'impératrice Marie-Louise, il s'empresse de le pensionner. Sur ce que le vice-roi Eugène de Beauharnais lui témoigne que cela pourrait déplaire à l'empereur, il lui lance : « s'il blâmait cette action, dites-lui que j'étais frère du cardinal avant d'être grand-chambellan de l'empereur ».
Collectionneur, Litta possède plusieurs œuvres, notamment de Bernardino Luini.

## Titres
- 7e marquis de Gambolo (1797) ;
- Comte du Royaume (1809) ;
- 1er duc de Litta (1810).

## Armoiries
| Figure | Blasonnement |
| ------ | --- |
|        | Armes anciennes de la famille Litta : Échiqueté d'or et de sable. |
|        | Armes des Litta Visconti Arese : Parti : au premier échiqueté d'or et de sable (Litta) ; au deuxième tiercé en fasse : au 1 d'argent, à une couleuvre ondoyante en pal d'azur, couronnée d'or, vomissant un enfant de gueule, posé en fasce, les bras étendus (Visconti), au 2 d'or à une aigle de sable couronnée, au 3 d'argent à un vol abaissé de sable (Arese) ; au chef losangé d'argent et de gueules. |
|        | Armes de comte du Royaume (1809) : Échiqueté d'or et de sable, au franc-quartier des comtes grands-officiers de la Couronne. |
|        | Armes du duc de Litta (1810) : Échiqueté d'or et de sable, au franc-quartier des comtes grands-officiers de la Couronne et au chef des ducs de l'Empire. |

### Articles liés
- Noblesse du royaume d'Italie
- Armorial de l'Italie napoléonienne
- Giulio Renato de Litta Visconti Arese